# Mikael Miller
Mikael Miller er en dansk guitarist, der har spillet i bands som Alrune Rod og Bifrost.

## Karriere
Mikael Miller kom med i Alrune Rod i 1973 og var dermed med på gruppens fjerde album Spredt for vinden, hvor han spillede klaver, mellotron og violin. Han var også med på de to næste album, gruppen udgav, inden den i 1975 gik i opløsning. 
Nogle år senere kom Miller med i Bifrost, hvor han afløste den ene af gruppens grundlæggere Finn Jensen og dermed var med i gruppen fra deres andet album Til en sigøjner (1977). Han var en del af gruppen frem til 1983. Undervejs medvirkede han på soloalbummet Roden (1980) fra Leif Roden, Millers gamle kollega fra tiden i Alrune Rod.
Efter tiden hos Bifrost spillede han i 1985 igen med blandt andet Leif Roden og fra 1994, hvor Alrune Rod i et par tilfælde blev genforenet. En egentlig gendannelse af gruppen skete i 2001, hvor Alrune Rod begyndte at spille sammen igen i en række sammenhænge. Frem til 2010 udsendte gruppen tre live-album, men med Rodens død i 2010 blev der sat punktum for denne gruppe.